# Jimmy McColl
James McColl, detto Jimmy (Glasgow, 14 dicembre 1892 – 1978), è stato un calciatore scozzese, di ruolo attaccante.

## Carriera
Ha giocato nella prima divisione scozzese.

## Palmarès

### Club

#### Competizioni nazionali
- Campionato scozzese: 4

Celtic: 1913-1914, 1914-1915, 1915-1916, 1916-1917, 1918-1919
- Coppa di Scozia: 1

Celtic: 1913-1914